# Råsunda fotbollsstadion

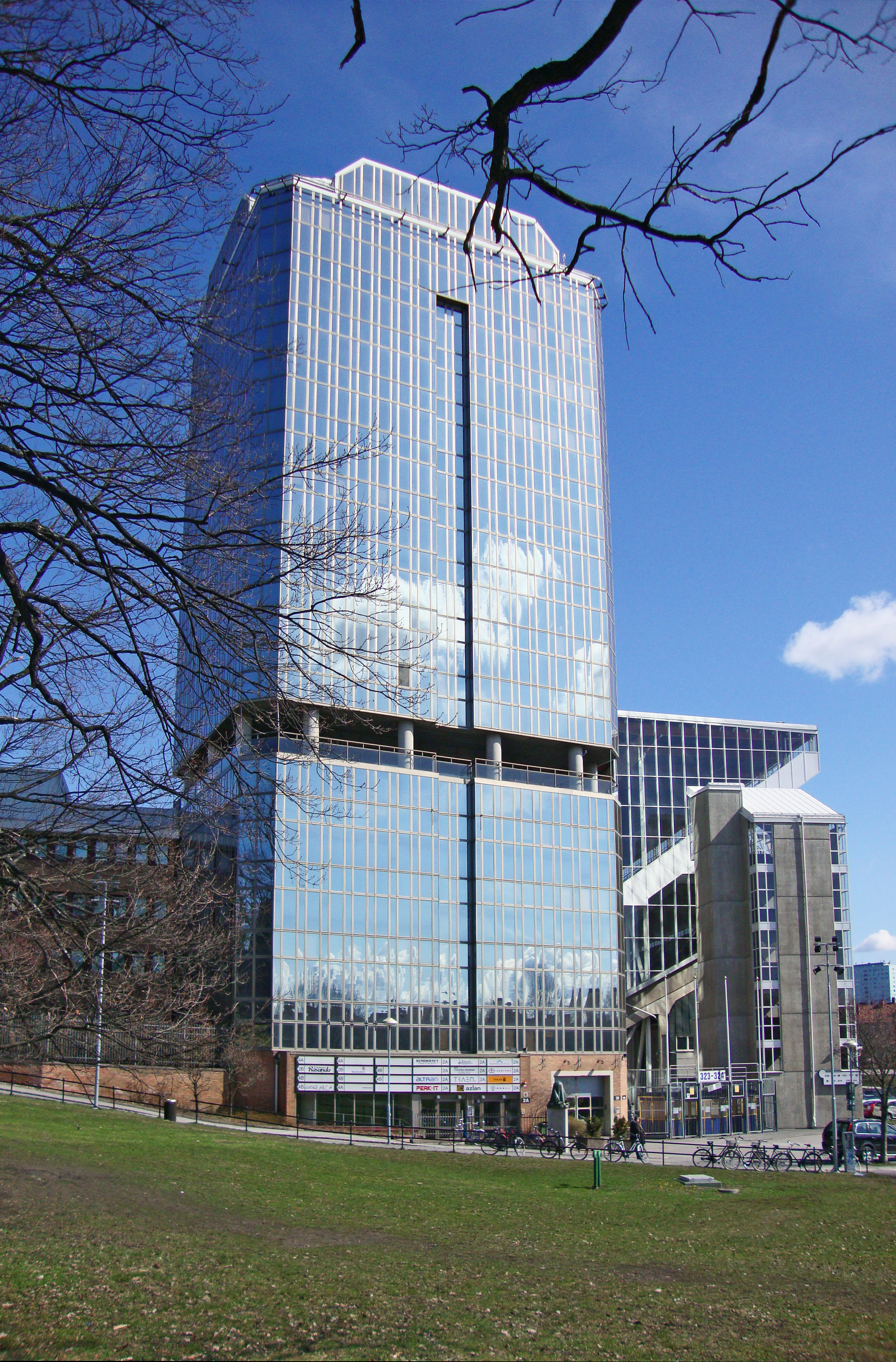
Kontorsbyggnaden vid Råsundastadion.

Råsunda fotbollsstadion, i dagligt tal Råsundastadion eller bara Råsunda, var en fotbollsstadion i Solna kommun inom tätorten Stockholm, med en publikkapacitet på 37 285 åskådare. 
Den var nationalarena för Sveriges herrlandslag i fotboll och hemmaplan för AIK:s herrlag i fotboll fram till och med säsongen 2012. Arkitekter var Birger Borgström och Sven Ivar Lind. Råsunda invigdes med "smygpremiär" i april 1937 med en match mellan AIK och Malmö FF. Den var då Sveriges största sportanläggning. I maj samma år hölls den officiella invigningen av kung Gustaf V, i samband med en match mellan Sverige och England. Råsunda är en av två arenor i världen där det har spelats final i både herr-VM (1958) och dam-VM (1995) i fotboll (den andra är Rose Bowl i Pasadena). 
Råsundastadion revs 2013 för att få plats att bygga kontorsfastigheter och bostadslägenheter. 
Byggnadsplanerna färdigställdes dock inte till fullo då de visade sig olönsamma. Fotbollen flyttade till Friends Arena vid Solna station, som invigdes i oktober 2012. Byggnationen av Friends Arena finansierades till del av rivningen av Råsunda och kantades av fällande domar för bestickning och mutbrott.

## Historik
Råsundastadion stod klar 1937 då det fanns behov av en större sportanläggning i närheten av Stockholm. AIK aspirerade att spela inför en större publik än på Stockholms stadion. Klubben gick in med 100 000 kronor till byggandet av denna nya stadion i gemensamt bolag med Solna kommun och det allmänna bolaget Råsunda Förstadsaktiebolag som gick in med 700 000 kronor respektive 1 200 000 kronor i bolaget utöver avtalade säkerheter i Svenska fotbollförbundets Råsundaegendomar samt att förbundet och AIK förband sig att lägga alla sina matcher till den nya arenan. I praktiken innebar avtalet att Svenska fotbollförbundet underställde sina egendomar och sin verksamhets ekonomi till förmån för Råsunda Förstadsaktiebolag, Förstadsaktiebolaget lät dock fotbollsförbundet bibehålla kontrollen över fotbollsverksamheten under insyn. Platsen som valdes för fotbollsstadion var fotbollsförbundets ägor i Råsunda i konkurrens med Huvudstafältet som istället föreslogs användas som parkeringsplats vilket kunde lösas eftersom Solna var ett mycket lantligt ställe vid den tiden.
Inför bygget av Råsundastadion blev fotbollsförbundet tvunget att med stöd av Förstadsbolaget inlämna besvär till regeringen över av krav på gratis avstående av mark för bland annat av länsstyrelsen föreslagna motortrafikleder och förortsbanan kallad norra järvabanan. Regeringen, municipalsamhället och Förstadsbolaget löste problemet genom ett avtal om monopol och markavståenden och ett regeringsbeslut om planändringar försågs med giltighetsförbehåll varefter fotbollsstadion lagligen kunde byggas i strid med länsstyrelsens uppfattningar om motorvägar och förortsbanor. Fotbollsstadion uppfördes oerhört snabbt med stöd av Kreugers ingenjörer och öppningsmatchen kunde hållas den 18 april 1937 och var en match mellan AIK och Malmö FF, som slutade 4-0 till hemmalaget. Den officiella invigningen skedde den 17 maj 1937 då den dåvarande kungen Gustaf V klippte banden vid en landskamp mellan Sverige och England - som också slutade 4-0, men till England. Publikkapaciteten var 40 000 åskådare vid fullsatt.
Man höll under andra världskriget en landskamp år 1941 mellan Sverige och Tyskland på Råsundastadion
Vid fotbolls-VM 1958 var Råsunda en av de 12 arenor där mästerskapet spelades. Arenan hade byggts ut för att kunna ta emot 50 000 personer. Råsunda stod värd för Sveriges samtliga matcher i gruppspelet, Sveriges match i kvartsfinalen samt VM-finalen mellan Sverige och Brasilien, som slutade 5-2 till Brasilien. Råsunda har också stått som finalplats för dam-vm i fotboll 1995. Tillsammans med Rose Bowl är det den enda arenan i världen som har stått som värd för VM-finaler för både damer och herrar. 
I mitten av 1980-talet renoverades Råsundastadion, då den gamla västra läktaren revs och fick ge plats åt en ny läktare som hade en restaurang med utsikt över fotbollsplanen samt kontor. Ett 80 meter högt kontorshus, i folkmun kallat "Dallasskrapan" på grund av sin spegelfasad, byggdes mellan den västra och södra läktaren. Den 20 april 1985 återinvigdes den av prins Bertil med en allsvensk match mellan AIK och Örgryte IS, som Örgryte vann med 1-0. I mitten av 1990-talet byggdes stadion ut ännu en gång och fondläktare kom till över den norra och den södra läktaren. I slutskedet tog den lite mer än 36 600 personer när den var fullsatt.

### Avveckling
Den 1 april 2006 tog Svenska Fotbollförbundet beslut att bygga en ny nationalarena för herrfotboll, kallad Swedbank Arena som sedan bytte namn till Friends Arena i Solna. Peab AB och Fabege AB tecknade den 11 december 2009 ett villkorat avtal med Fotbollsförbundet om förvärv av Råsunda Fotbollsstadion och tillhörande kontorslokaler under förutsättning att Friends Arena byggs samt en detaljplan som medger rivning av Råsunda fastställs av Solna kommun. Tillträde sker när en detaljplan som medger annan exploatering av fastigheten fastställts, och verksamheten på stadion flyttats.. Detaljplanen för 700 lägenheter på området vann laga kraft den 27 mars 2012 .
Den sista landskampen 15 augusti 2012 på Råsunda var en repris från VM-finalen 1958 då Sverige tog emot Brasilien. Likt finalen 1958 avgick brassarna med segern, 3-0. Det sista Stockholmsderbyt spelades den 16 september då AIK besegrade Djurgården med 3-0. Den sista allsvenska matchen spelades den 4 november 2012 mellan de klubbar som invigde arenan 1937, AIK och Malmö FF. AIK vann med 2-0. Den allra sista matchen alla kategorier gick av stapeln mellan AIK och italienska SSC Napoli den 22 november 2012. Napoli vann med 2-1. Den 25 november var det "öppet hus", där besökarna fick påbörja rivningen genom att plocka med sig souvenirer i form av stolar, gräs etc. 
Den 3 december 2012 övertogs området av Peabs och Fabeges gemensamma bolag Visio Exploatering  som i januari 2013 påbörjade demonteringen. Rivningen har fortsatt in på hösten 2013. Rivningen genomfördes av Rivners.

## Publikrekord
Publikrekordet lyder på 52 943, och noterades den 26 september 1965 vid VM-kvalmatchen i fotboll mellan Sverige och Västtyskland. Djurgårdens IF har publikrekordet för klubblag på Råsunda. 50 750 åskådare såg guldmatchen den 11 oktober 1959 mot IFK Göteborg.

## Publikinfo
- Publikkapacitet: 36 608[13]

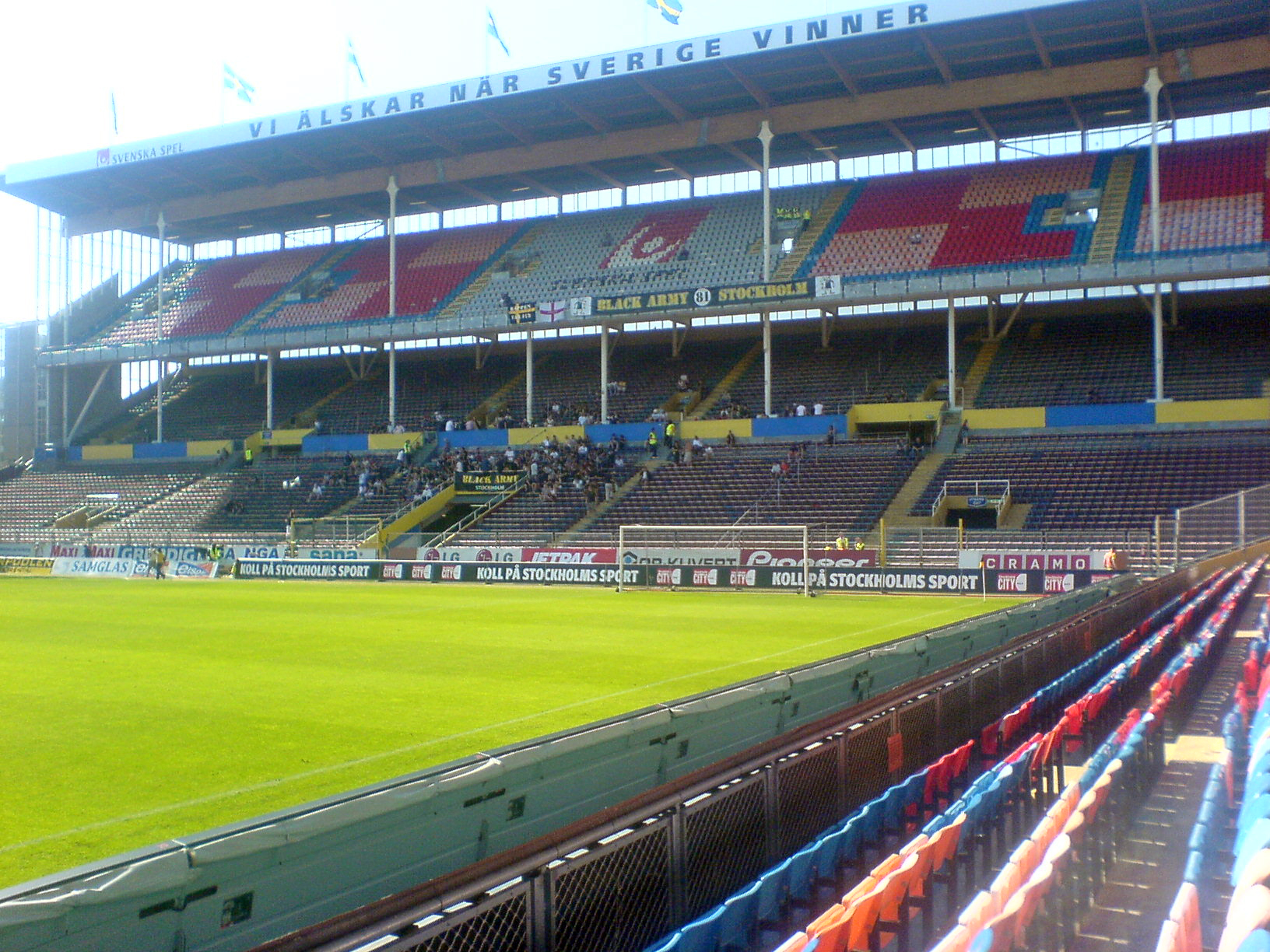
"Norra stå", ståplatserna vid planens norrsida.

  - Sittplatser långsidor och kortsidor: 19 690 (södra övre, norra övre, östra övre och nedre samt västra)
  - Ståplatser kortsidor: 16 374 (norra nedre och mellan ("norra stå"), södra nedre och mellan)
  - Pressplatser: 197
  - Handikapplatser: 38
  - Logeplatser: 309
- Arkitekter: Birger Borgström, Sven Ivar Lind

Drygt 1000 av dessa platser såldes inte på AIK:s matcher på grund av säkerhetsskäl samt skymd sikt. AIK kunde som mest få in runt 35 000 åskådare på sina hemmamatcher.

## Övrigt
- Vid invigningen 1937 förklarade Sveriges tennisintresserade dåvarande kung Gustaf V "detta tennisstadion invigt".